# Эллиот, Джим
Джим Эллиот (8 октября 1927 — 8 января 1956) — был одним из пяти миссионеров, убитых индейцами ваорани (Эквадор) при попытке установить контакт с племенем.

## Ранние годы
Джим Эллиот (полное имя Филипп Джеймс Эллиот) родился 8 октября 1927 года в городе Портленд, штат Орегон, в христианской семье. Его отец, Фред Эллиот был проповедником в небольшой баптистской церкви, занимался миссионерским служением. У Джима было ещё два брата и сестра. Семья Эллиотов была семьей с крепкой верой, они регулярно посещали церковь и постоянно читали Библию, в доме царила атмосфера послушания и преданности Богу. Джим обратился к Иисусу когда ему было шесть лет.
В школе Эллиот писал статьи, много выступал на публике, занимался спортом.
В 1945 года Эллиот поступил в Уитонский христианский университет в Иллинойсе для изучение Слова Божьего.
Во время обучения в Университете Эллиот постоянно интересуется миссионерским служением и принимает решение посвятить себя служению в Южной Америке. В университете он знакомится с Элизабет Ховард, своей будущей женой.
21 февраля 1952 года Джим Эллиот вместе с Питом Флемингом приезжает в Кито, Эквадор для того, чтобы изучать испанский язык и язык кечва.
В январе 1953 Джим сделал предложение Элизабет. 8 октября они поженились в Кито. Свой медовый месяц они провели в Панаме и Коста-Рике, и потом возвратились в Эквадор. 27 февраля 1955 у них родилась дочь Валери.

## Эквадор
Джим Эллиот и четверо других миссионеров (Эд Мэк-Келли, Нейт Сэйнт, Роджер Юдериан и Пит Флеминг)
погибли 8 января 1956 года от рук индейцев Аука. Они решили совершить посадку с подарками на маленьком самолете без какого-либо оружия и погибли мученической смертью.
Элизабет Эллиот (жена Джима Эллиота) и Рэйчел Сэйнт (сестра Нэйта Сэйнта) после смерти миссионеров смогли продолжить их дело и установить контакт с частью народа ваорани. Аука убедились в том, что миссионеры были мирно настроены к ним, их смерть и то, что их жены остались жить среди них, вызвала у них много вопросов. Элизабет Эллиот и Рэйчел Сэйнт рассказывали Евангелие на языке кичуа и постепенно многие из ваорани обратились в христианство.
Смерть Джима Эллиота и его друзей побудила многих молодых людей второй половины XX века посвятить свои жизни для миссионерской работы.